# Habropoda citula
Habropoda citula är en biart som först beskrevs av Cockerell 1929.  Habropoda citula ingår i släktet Habropoda och familjen långtungebin. Inga underarter finns listade i Catalogue of Life.